# Pobreza y riqueza en el cristianismo

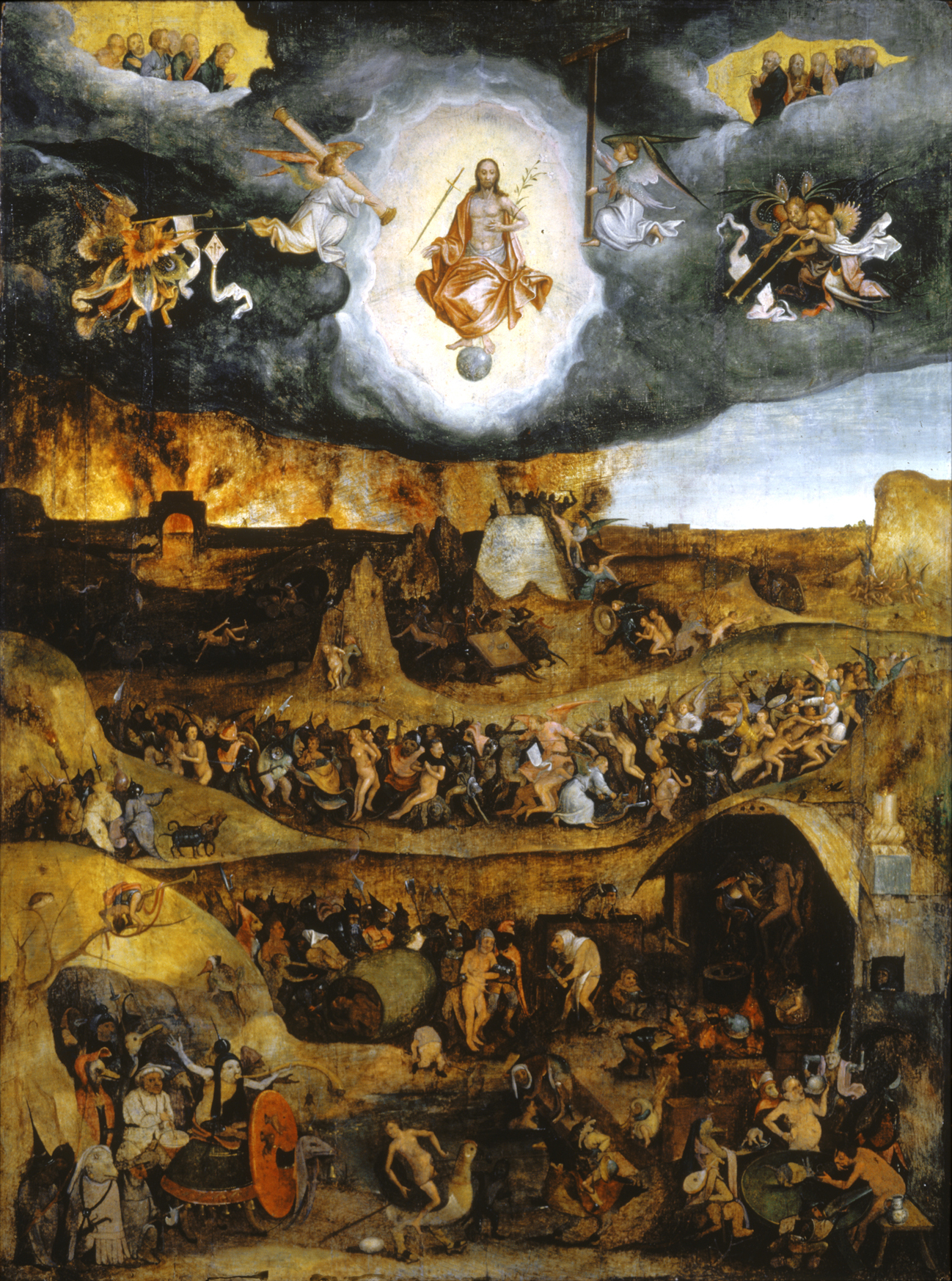
El juicio final, de Pieter Huys, ca. 1550. Las escenas del plano inferior, en el estilo pictórico de El Bosco y siguiendo los mismos conceptos ideológicos y estéticos de las danzas de la muerte bajomedievales y otras representaciones del «triunfo de la muerte» (título de un famoso cuadro de Pieter Brueghel el Viejo) y del tema denominado Vanitas, reflejan cómo muchas almas no alcanzan la salvación a causa de distintos pecados, especialmente los vinculados al disfrute de los placeres terrenales, como son las riquezas. La desnudez de los cuerpos representa la igualdad de todos, ricos y pobres, ante la muerte y la vida eterna.

Pobreza y riqueza en el cristianismo han sido temas controvertidos desde los inicios de esa religión. Mientras algunos exégetas interpretan que la riqueza y el economicismo (especialmente el triunfante en el mundo occidental contemporáneo, fuertemente materialista) son opuestos a la doctrina cristiana, y que incluso el llevar una vida acomodada (no sólo el lujo, sino todo lo que supere una vida sencilla) conlleva problemas de conciencia; otros manifiestan la multiplicidad de puntos de vista cristianos sobre la riqueza, que en ocasiones se ve como una ofensa a la fe (resultado de algún pecado, como alguno de los capitales —especialmente la avaricia— o la usura —equiparada al robo—), en otras como un obstáculo (la dificultad de que un «camello pase por el ojo de una aguja» se equipara a la de que «un rico entre en el reino de los cielos») y en otras como una consecuencia de la fe en sí misma (como ocurre en ciertas interpretaciones de la predestinación calvinista o en la teología de la prosperidad). En cuanto a la pobreza, que a veces es vista como un castigo (tanto el genérico a toda la humanidad que trajo el pecado original, como el personal que pueda acarrear un comportamiento desordenado que cae en pecados capitales —gula, lujuria, pereza—), es más a menudo ensalzada como un valor (pobreza evangélica identificada con la del propio Cristo, consejo evangélico y voto de pobreza de las órdenes religiosas, incrementado hasta la mendicidad en las órdenes mendicantes, evangelio social, doctrina social de la Iglesia, opción preferencial por los pobres, teología de la liberación). Está estrechamente vinculado a estas tendencias o puntos de vista, y en muy diferentes formas según la época, el concepto cristiano del trabajo. 
Con anterioridad al establecimiento de la economía como una ciencia secularizada, el pensamiento económico se fue desarrollando en gran medida como una rama de la teología moral. No debe confundirse la economía en el cristianismo o el pensamiento económico cristiano con el concepto teológico denominado «economía de la salvación» o «economía divina». Otra cuestión que ha suscitado fuertes debates e intereses enfrentados a lo largo de la historia es si la Iglesia debe ser pobre, o si las instituciones eclesiásticas pueden tener «bienes temporales».

## Influencias precristianas

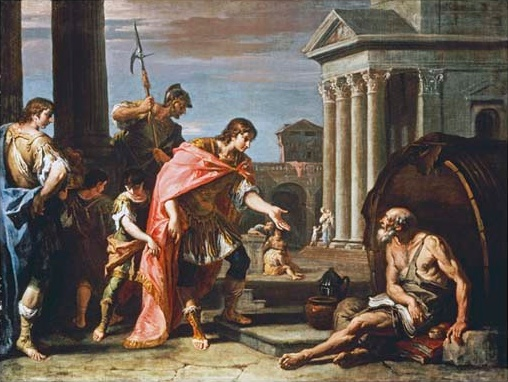
Diógenes y Alejandro, por Sebastiano Ricci.

El nacimiento del cristianismo se dio en un contexto cultural en el que convivió y chocó con la cultura clásica grecorromana y la hebrea. En cuanto a dinero y riquezas, los puntos de vista precristianos eran radicalmente diferentes. Mientras la cultura hebrea valoraba la riqueza material (se entendía que Dios bendeciría a su pueblo con riquezas si seguía sus mandamientos); para la cultura clásica, como para la cristiana, la riqueza material era indiferente o tenida en poca estima, cuando no objeto de condenación (por ejemplo, en Platón, Diógenes, Cicerón o Séneca —obviamente, desde el plano intelectual, no en la vida cotidiana, que es precisamente la que estos autores critican—). La motivación de ambas para mantener tales actitudes eran muy diferentes, así como sus implicaciones.

## Trabajo, pobreza y riqueza

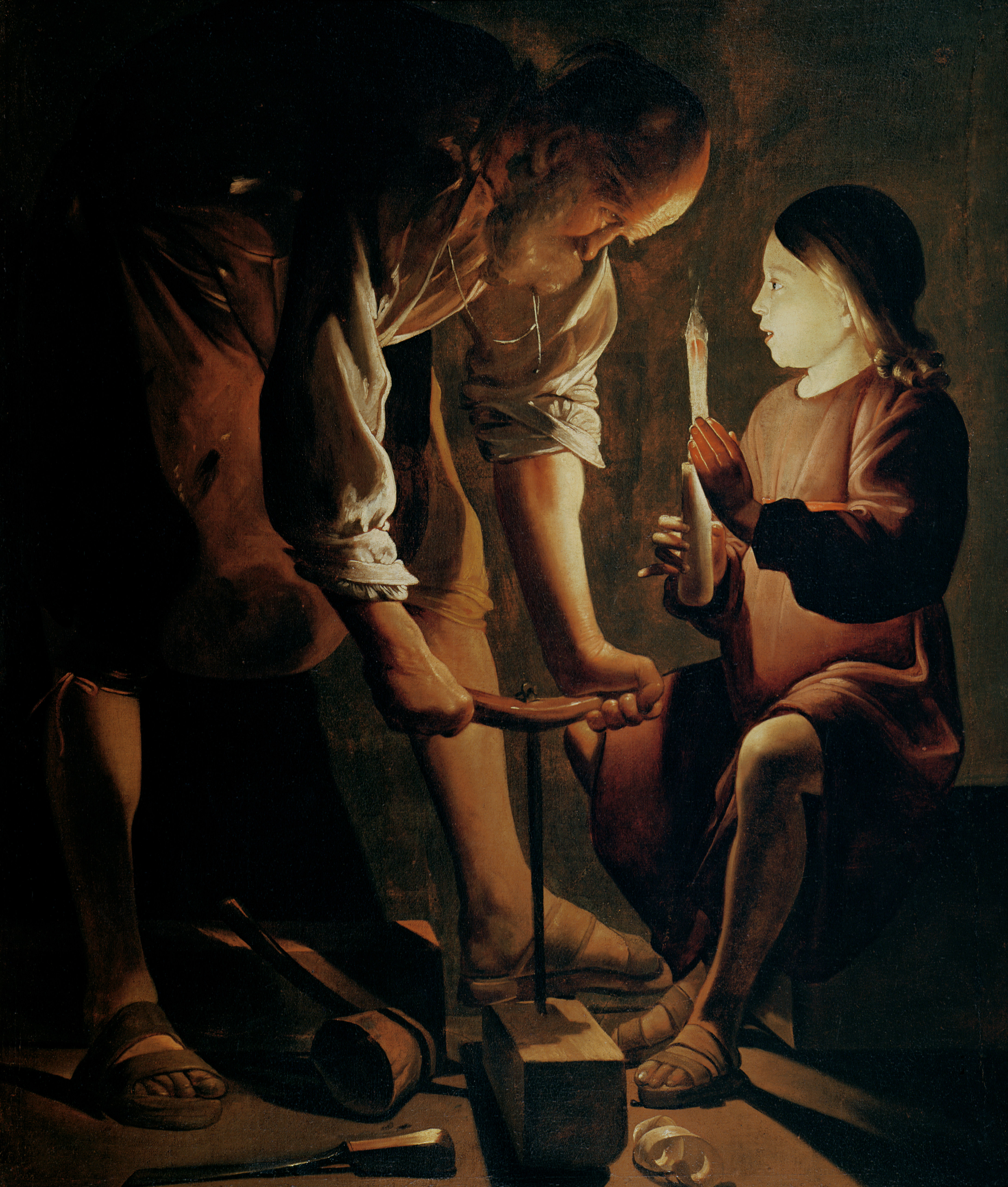
San José carpintero, de Georges de La Tour, ca. 1640. Tanto San José como el propio Jesús de Nazaret eran trabajadores manuales según los Evangelios (faber en la Vulgata -Mateo 13:54, Marcos 6:3). La tradición recoge que su oficio era la carpintería, lo que permite hacer el simbolismo de estar trabajando para la propia muerte en la cruz.

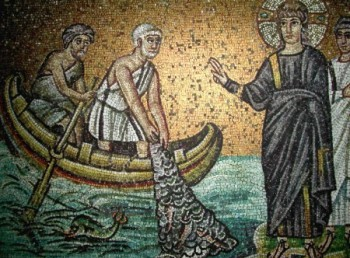
La vocación de los santos Andrés y Pedro, en un mosaico bizantino de San Apolinar el Nuevo, Rávena. Andando Jesús junto al mar de Galilea, vio a dos hermanos, Simón, llamado Pedro, y Andrés su hermano, que echaban la red en el mar; porque eran pescadores. Y les dijo: Venid en pos de mí, y os haré pescadores de hombres. Ellos entonces, dejando al instante las redes, le siguieron (Mateo 4:18-20).

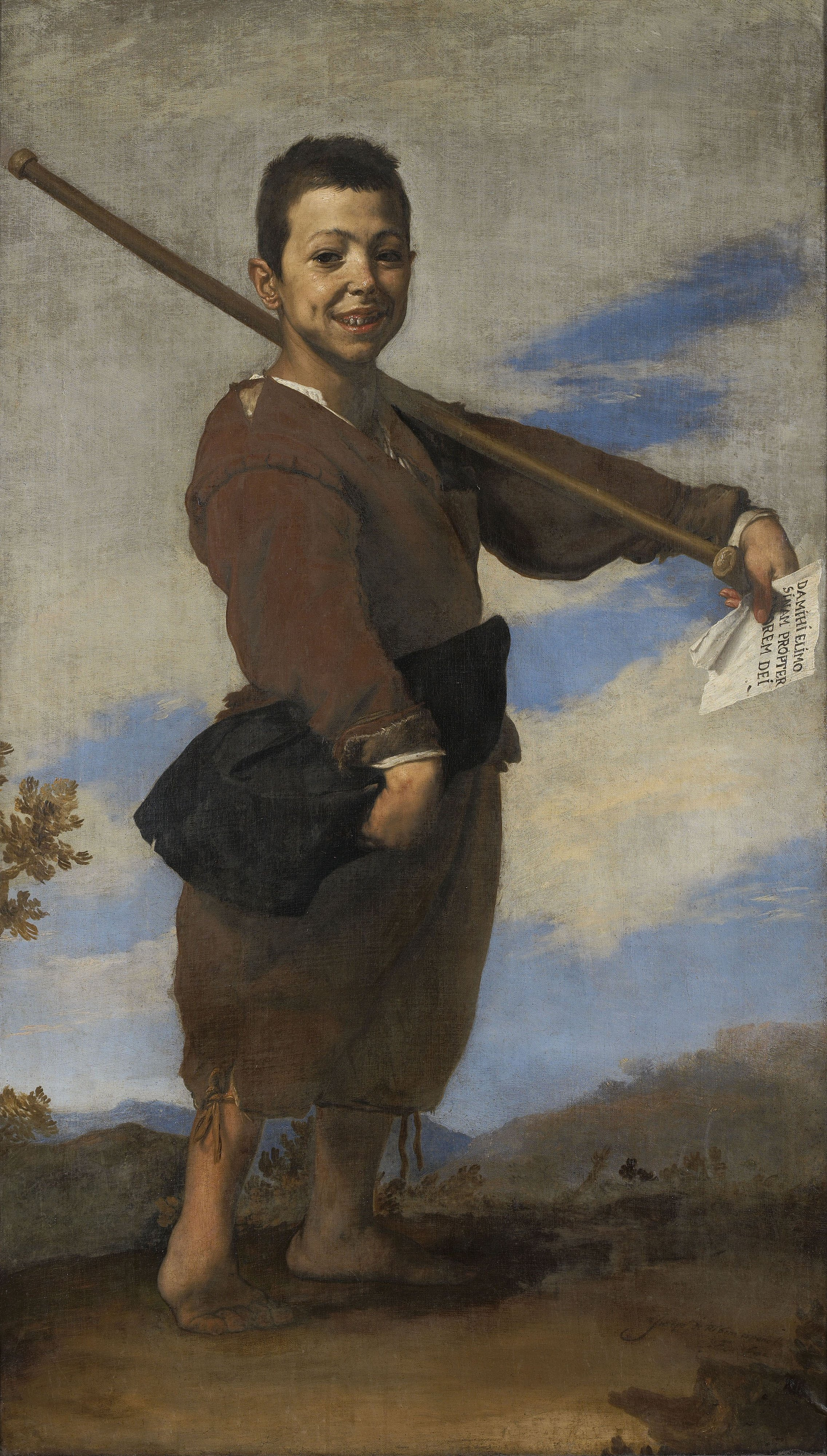
El patizambo, por José de Ribera, 1642. Representación de la ideología contrarreformista sobre la pobreza y de la justificación de la limosna. La cartela que porta el niño lisiado dice en latín «dame limosna por amor de Dios». Su sonrisa se ha asociado con un consejo de San Ignacio de Loyola (Introducción a la vida piadosa: que los pobres se regocijen en su estado, que les acerca más a la salvación que a los ricos, al tiempo que permite a los ricos usar su riqueza en darles limosna, lo que a su vez les acerca a la salvación) así como con el elogio de la sonrisa de Pierre de Besse (Le Democrite chretien: al reír mientras recibe la caridad se dispensa la gracia que conduce a la salvación).

El trabajo era considerado innoble por la civilización clásica, basada socioeconómicamente en el modo de producción esclavista.
La concepción judeocristiana del trabajo es la de una obligación impuesta como castigo divino, consecuencia del pecado original y vinculada al mantenimiento de la familia (a Adán se le dice ganarás el pan con el sudor de tu frente y a Eva parirás con dolor, Génesis 3:16-19), que recibe una evidente dignificación en las epístolas paulinas (si alguno no provee para los suyos, y especialmente para los de su casa, ha negado la fe y es peor que un incrédulo -I Timoteo, 5:8-); mientras que en boca del propio Jesús de Nazaret (él mismo un trabajador manual, como San José —carpinteros— y los apóstoles —pescadores—) los Evangelios ponen una poética recomendación contra el trabajo (Considerad los lirios, cómo crecen; no trabajan ni hilan; pero os digo que ni Salomón en toda su gloria se vistió como uno de estos. Y si Dios viste así la hierba del campo, que hoy es y mañana es echada al horno, ¡cuánto más hará por vosotros, hombres de poca fe! Vosotros, pues, no busquéis qué habéis de comer, ni qué habéis de beber, y no estéis preocupados, Lucas 12, 27-29).

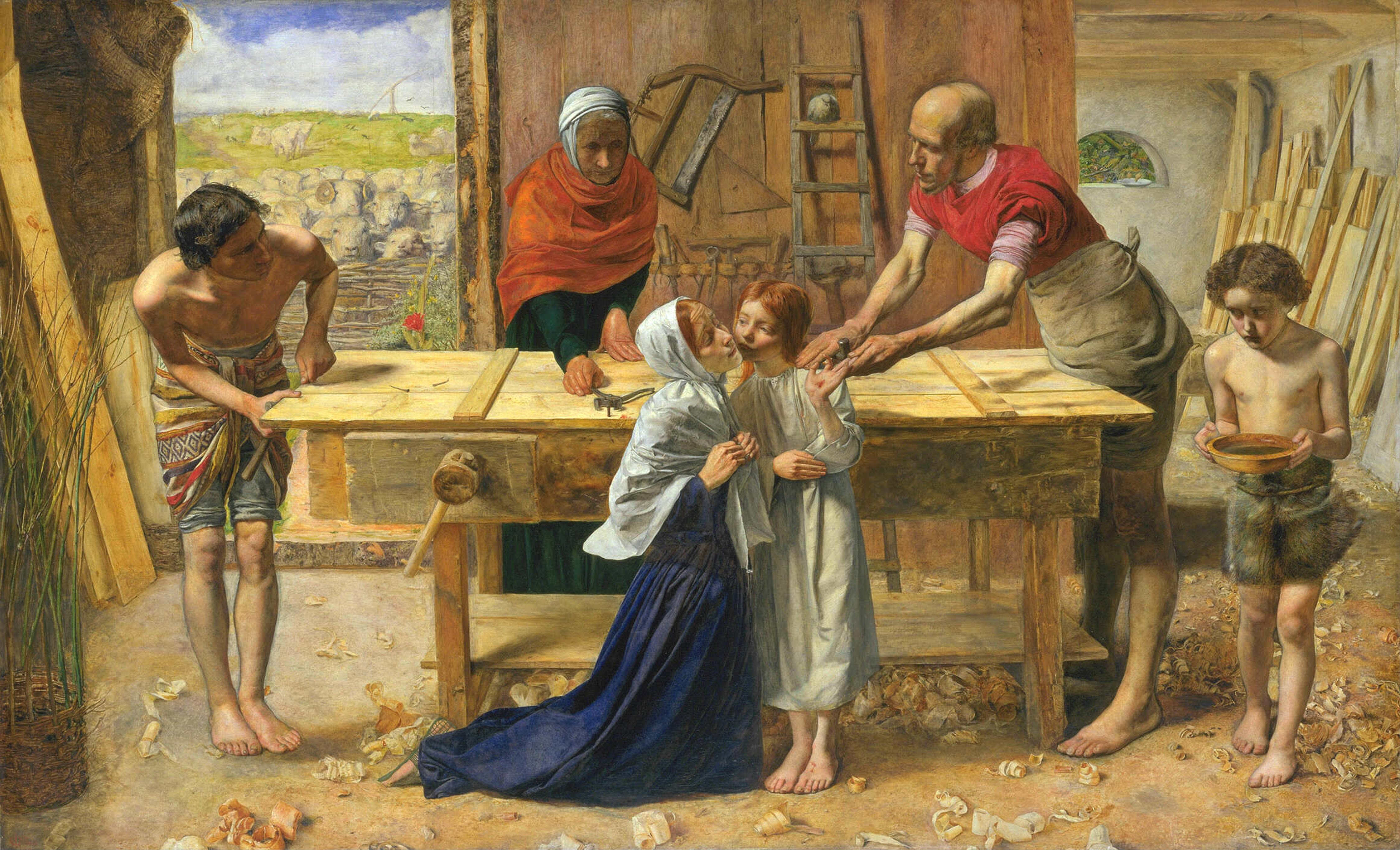
Cristo en casa de sus padres, de John Everett Millais.
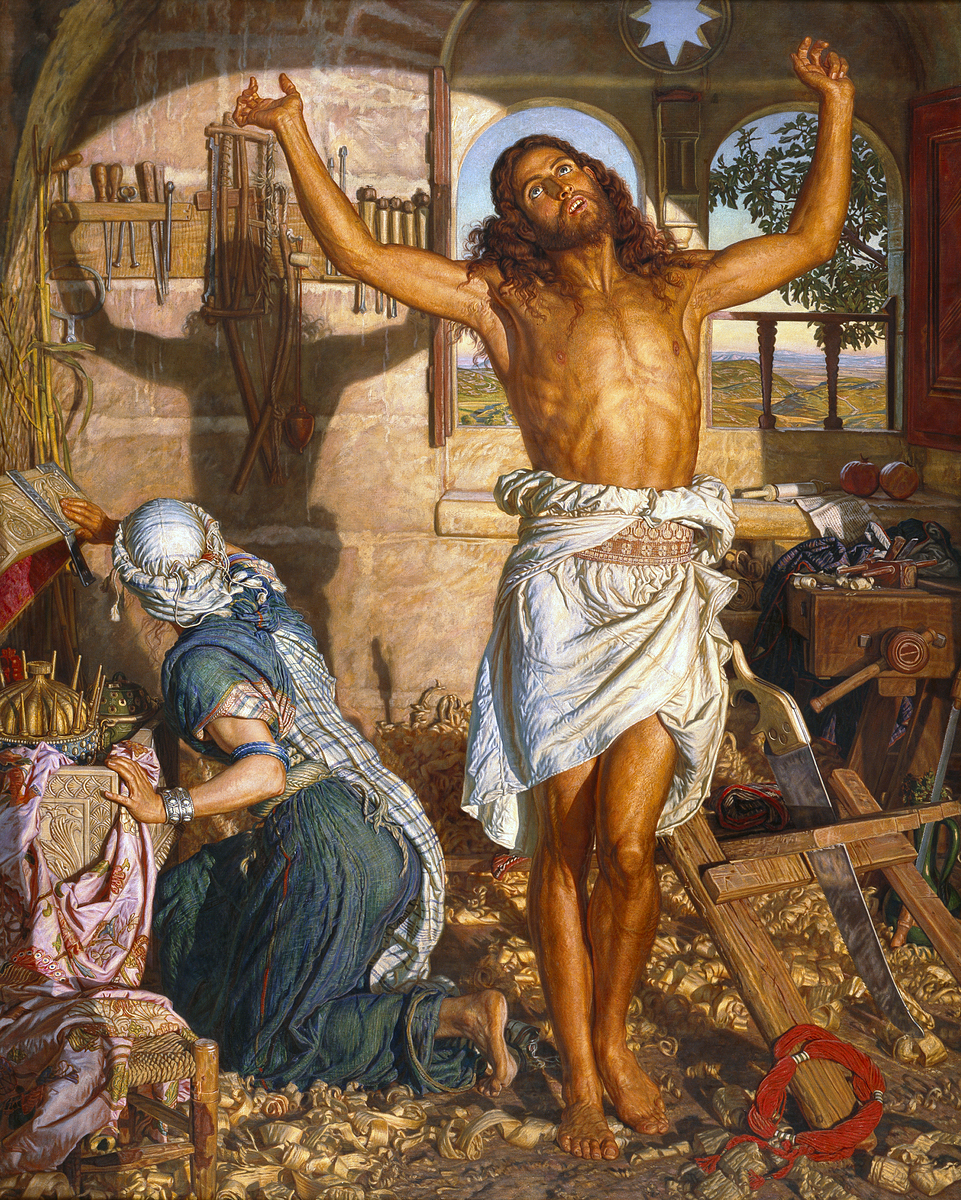
The Shadow of Death, de William Holman Hunt.
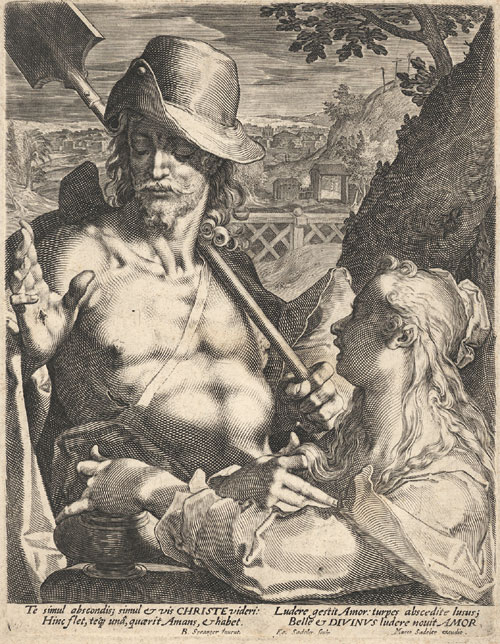
Cristo, como jardinero, de Sadeler y Spranger.

A pesar de la valoración explícita del trabajo y de la condición de los humildes en los primeros textos del cristianismo (ni comimos de balde el pan de nadie, sino que con trabajo y fatiga trabajamos día y noche a fin de no ser carga a ninguno de vosotros; no porque no tengamos derecho a ello, sino para ofrecernos como modelo a vosotros a fin de que sigáis nuestro ejemplo, II Tesalonicenses 3:7-9), ello no significaba la negación de su condición servil ni una justificación para la desobediencia a los amos (Exhorta a los siervos [o esclavos —servos en la Vulgata—] a que se sujeten a sus amos en todo, que sean complacientes, no contradiciendo, no defraudando, sino mostrando toda buena fe, para que adornen la doctrina de Dios nuestro Salvador en todo respecto, Tito 2:9-10).
En realidad, la consideración social del trabajo manual como algo indigno y deshonroso se mantuvo durante la Edad Media y el Antiguo Régimen, cuya sociedad estaba basada socioeconómicamente en el modo de producción feudal y los estamentos (oratores, bellatores et laboratores), justificados ideológicamente por el propio clero (Wulfstan de York, Gerardo de Cambrai, Adalberón de Laon). Los oficios viles y mecánicos se asimilaban a la condición servil, salvando las actividades intelectuales como artes liberales. Todo ello sumado a la concepción bíblica del trabajo como castigo impuesto por el pecado original, impedía cualquier posibilidad de considerar lícito el enriquecimiento por el trabajo. La única posibilidad de ser rico «honradamente» era «vivir de las rentas» (de la renta feudal, mecanismo por el que los laboratores contribuyen al mantenimiento de quienes luchan y rezan por todos).
No obstante, el monacato había introducido desde el propio comienzo de la Edad Media una cierta valoración del trabajo como medio de ameritar una vida de esfuerzo encaminada a la salvación (ora et labora de la regla benedictina). En las ciudades bajomedievales, el nacimiento de la burguesía y el capitalismo fueron sentando las bases socioeconómicas para que la reflexión intelectual del humanismo renacentista (Luis Vives, De subventione pauperum) y la Reforma protestante inauguraran una revisión de la concepción del trabajo como posible vía a la obtención de riqueza e incluso de felicidad (ética del trabajo —para Max Weber, La ética protestante y el espíritu del capitalismo—, pursuit of happiness —este último concepto, ya secularizado, en la teoría liberal y las revoluciones burguesas—) al tiempo que comenzaba la culpabilización del pobre por serlo y la deslegitimación de la limosna como caridad y otras funciones paternalistas tradicionales de la Iglesia. Esa postura triunfó en la Europa septentrional, mientras que en la meridional triunfó la Contrarreforma católica, que actualizaba las concepciones tradicionales. Ya en la época de la Revolución industrial, el capitalismo triunfante llegó extremos como las poor laws ("leyes de pobres") y workhouses ("casas de trabajo") inglesas, en las que se restringía la solidaridad hacia los pobres a un nivel ínfimo en entornos de extremo control, justificándose en la suposición de que sólo se animarían a convertirse en elementos productivos si se les abocaba a peores condiciones que las que tuviera el más mísero de los trabajadores asalariados (y estas eran mínimas —ley de bronce de los salarios—). Mientras que en los países protestantes se había producido una masiva transferencia de las propiedades de la Iglesia al Estado durante la Reforma, en los países católicos se produjo un resultado similar, sin cambios religiosos, con los procesos de desamortización de los siglos XVIII y XIX (los bienes del clero se convirtieron en bienes nacionales y se pusieron a subasta). La organización del trabajo para el capitalismo industrial era incompatible con la multiplicidad de festividades religiosas vinculadas a las reglamentaciones gremiales; y los gobiernos ilustrados procuraron su homogeneización y reducción (en el despotismo ilustrado español, la propuesta de Campomanes sobre los 93 días festivos, en la Francia revolucionaria se llegó incluso a la descristianización del calendario, como también se intentó más adelante con el calendario revolucionario soviético).
Tras quedar establecida la dignidad del trabajo con la doctrina social de la Iglesia, se procura establecer una clara diferencia entre la «pobreza escogida» (que se sigue como una vía ascética de perfección personal encaminada a la salvación, identificada con la «pobreza de espíritu» propuesta por Jesucristo en las bienaventuranzas) y la «pobreza impuesta» (resultado de la injusticia y que debe combatirse con la solidaridad). El trabajo se concibe ahora como «una bendición... que permite al individuo realizarse y ofrecer un servicio a la sociedad», así como «un deber moral».
|  |  |

## Referencias a la pobreza y la riqueza en los Evangelios

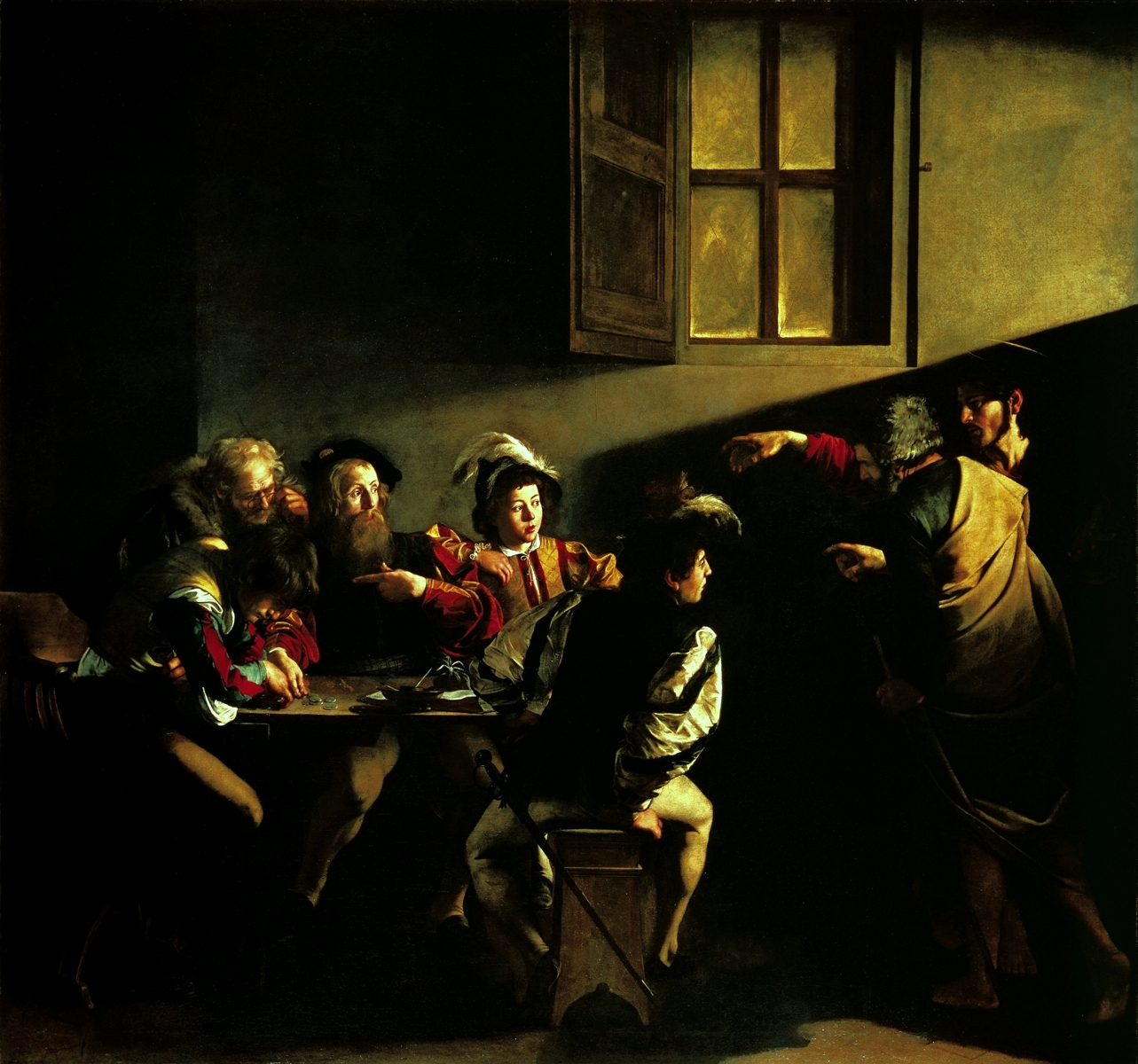
La vocación de San Mateo, por Caravaggio, 1599. En los Evangelios Jesús aparece frecuentemente desafiando las convenciones sociales judías de su época al tratar con "pecadores", como son los recaudadores de impuestos (Zaqueo, Mateo -también llamado Leví-). Vio a un hombre llamado Mateo, sentado en la oficina de los tributos, y le dijo: ¡Sígueme! Y levantándose, le siguió. Y sucedió que estando El sentado a la mesa en la casa, he aquí, muchos recaudadores de impuestos y pecadores llegaron y se sentaron a la mesa con Jesús y sus discípulos. Y cuando vieron esto, los fariseos dijeron a sus discípulos: ¿Por qué come vuestro Maestro con los recaudadores de impuestos y pecadores? Al oír El esto, dijo: Los que están sanos no tienen necesidad de médico, sino los que están enfermos. Mas id, y aprended lo que significa: “Misericordia quiero y no sacrificio”; porque no he venido a llamar a justos, sino a pecadores. Entonces se le acercaron los discípulos de Juan, diciendo: ¿Por qué nosotros y los fariseos ayunamos, pero tus discípulos no ayunan? Y Jesús les dijo: ¿Acaso los acompañantes del novio pueden estar de luto mientras el novio está con ellos? Pero vendrán días cuando el novio les será quitado, y entonces ayunarán (Mateo 9:9-15).

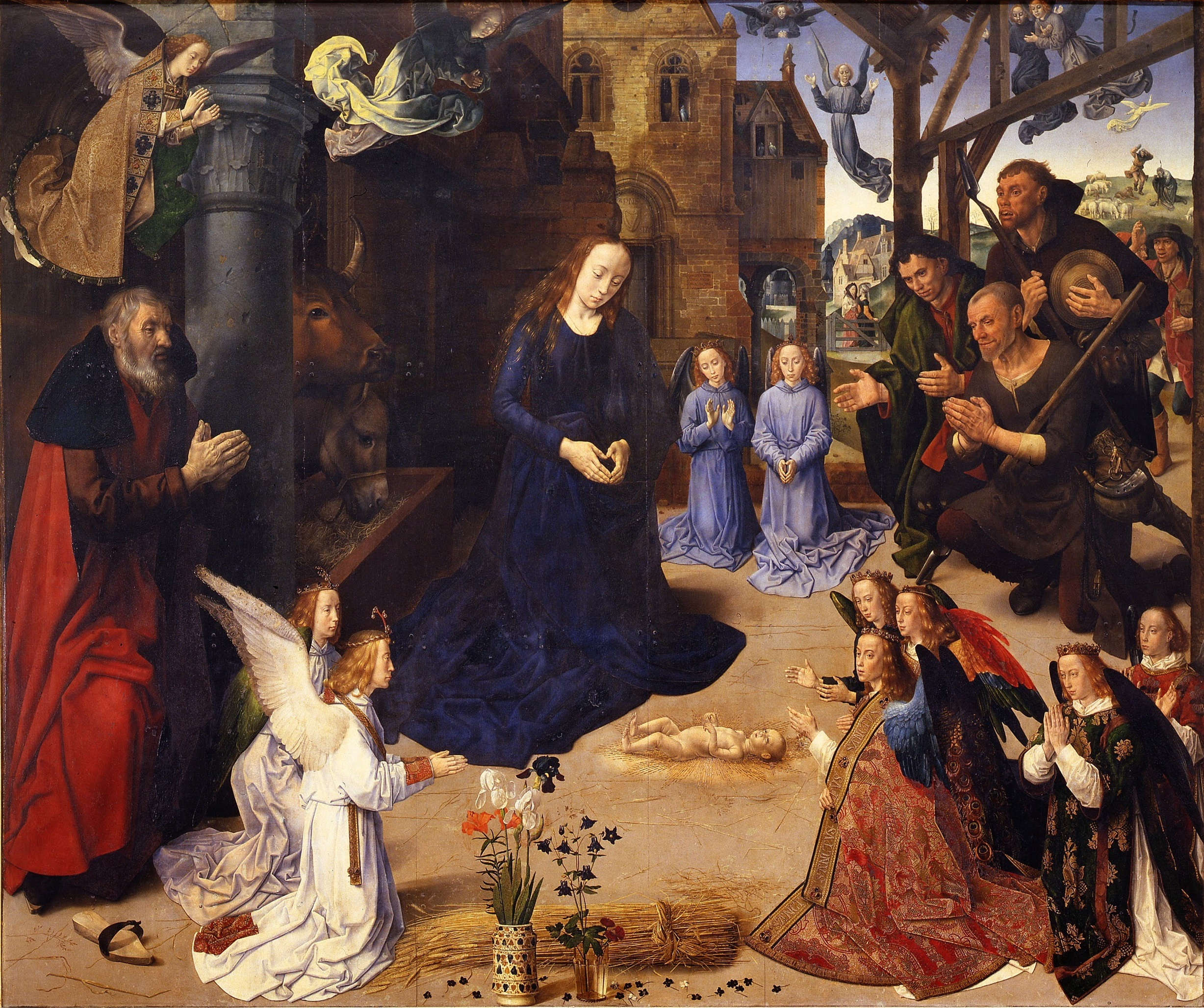
La adoración de los pastores, por Hugo van der Goes, 1478.
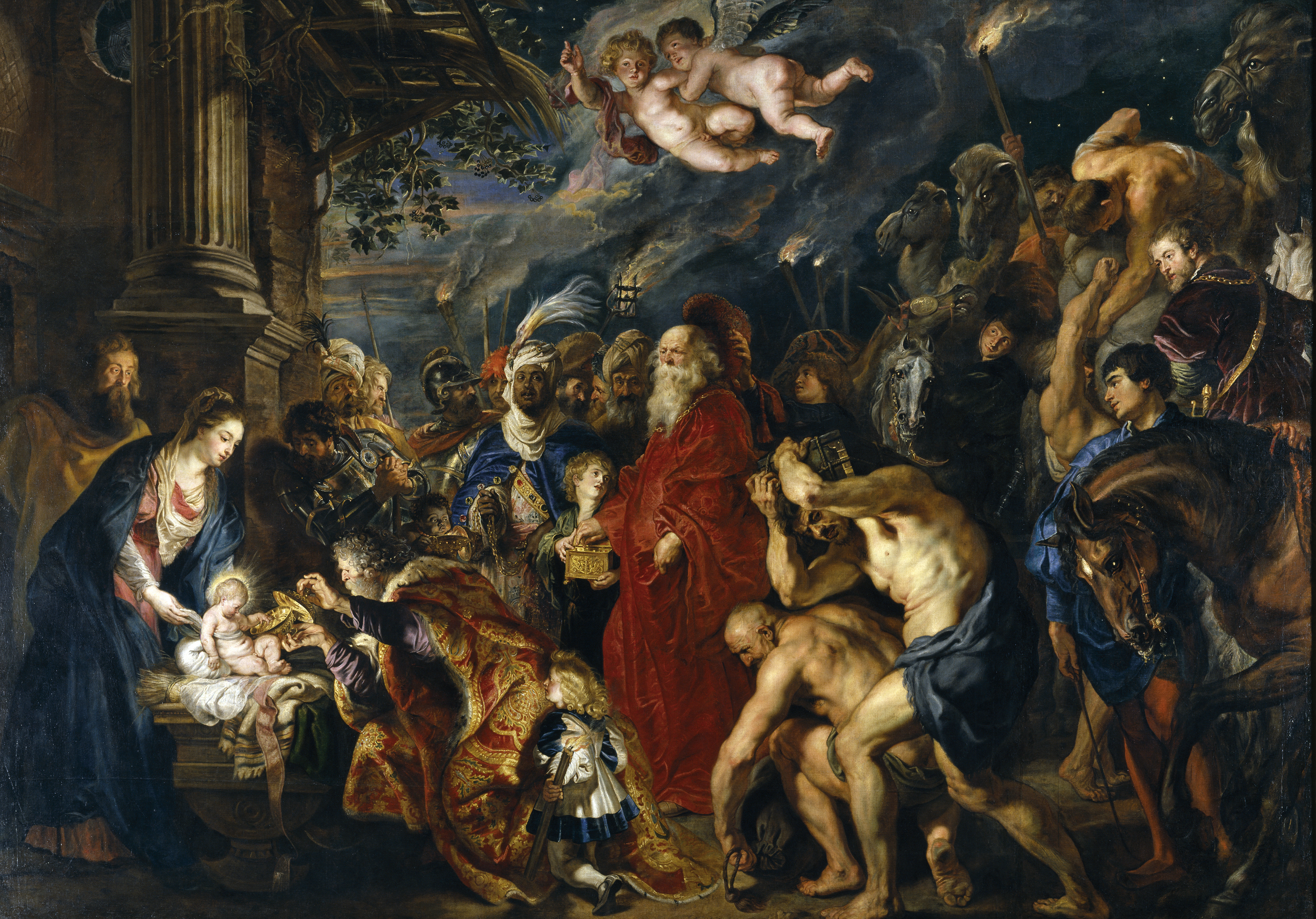
La adoración de los Reyes Magos, por Rubens, 1609-1629.

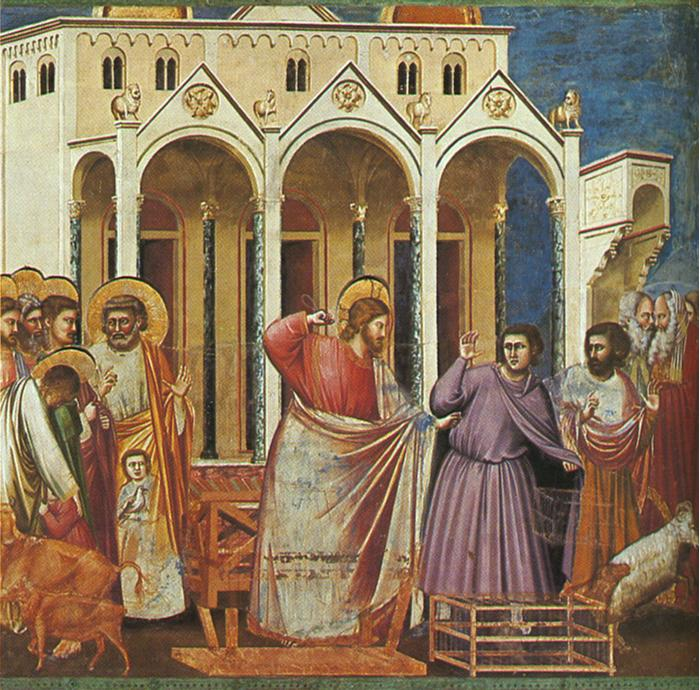
Jesús expulsando a los mercaderes del Templo, por Giotto.
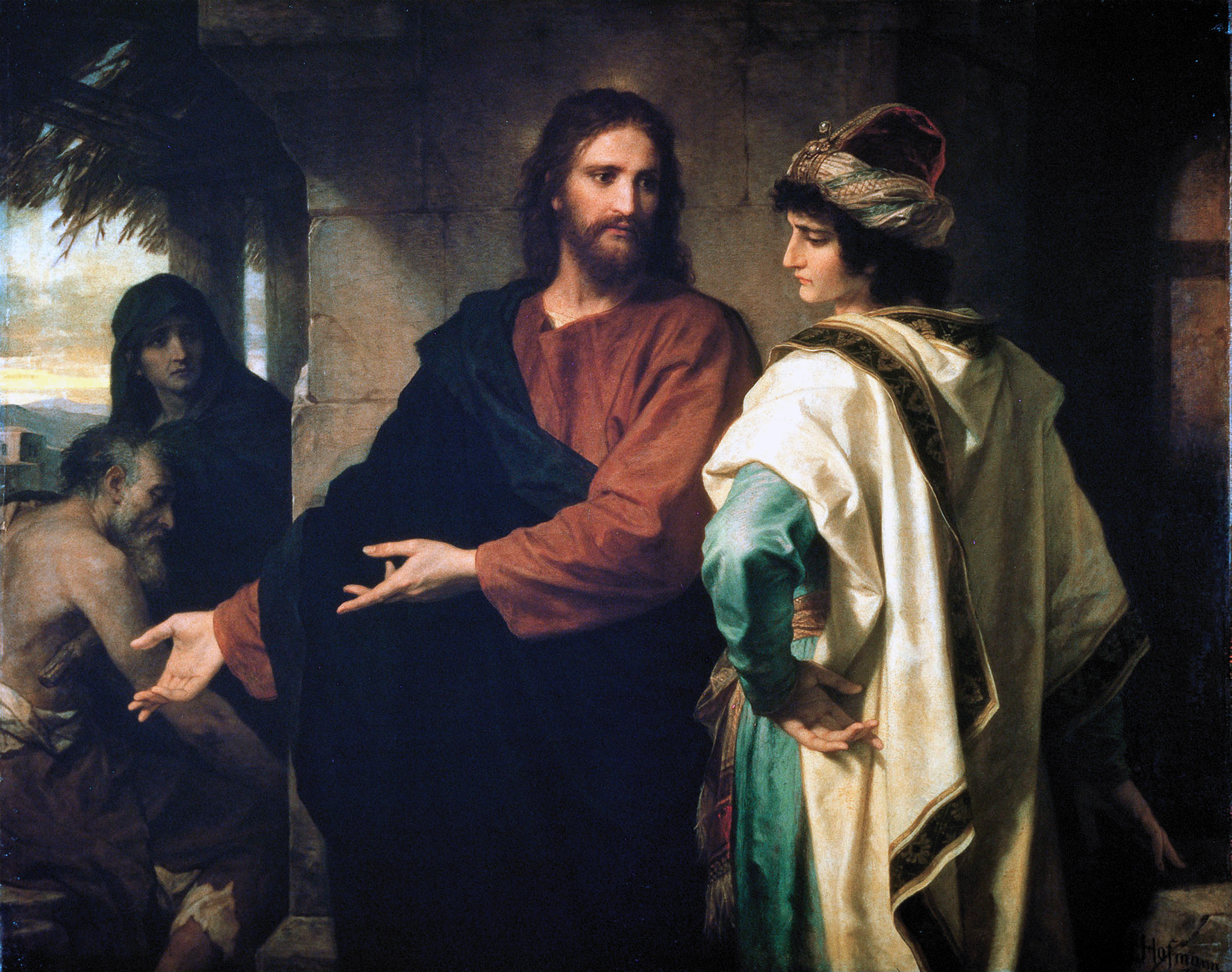
Cristo y el joven rico, por Hofmann, 1889.
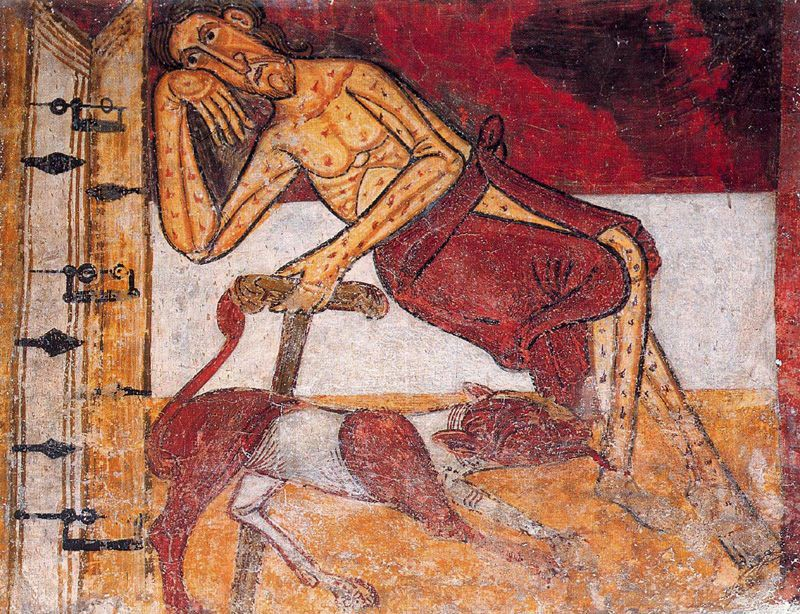
Lázaro esperando en la puerta del rico, fresco románico de la iglesia de San Clemente de Tahull.
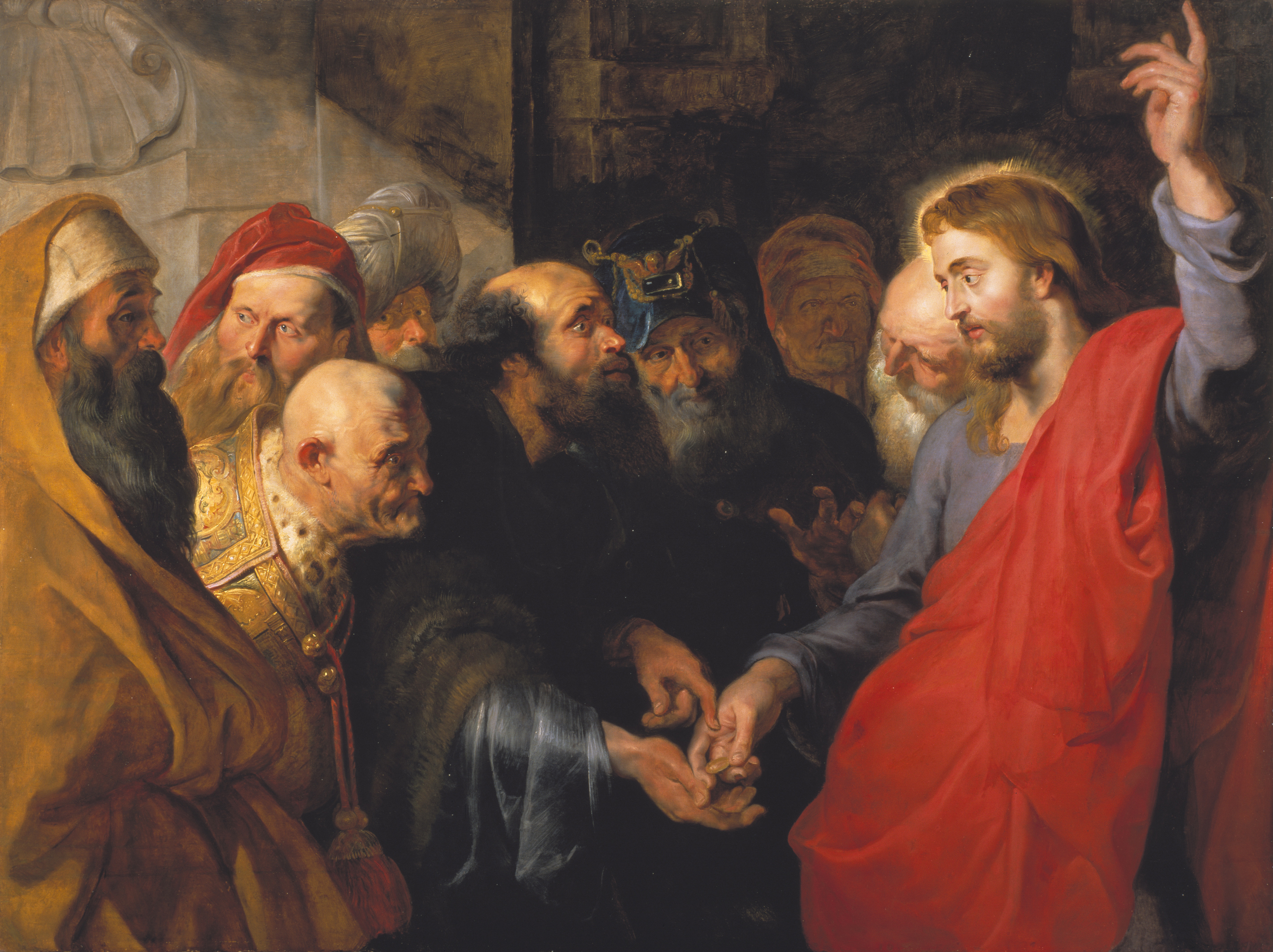
El tributo al césar, por Rubens, ca. 1612.
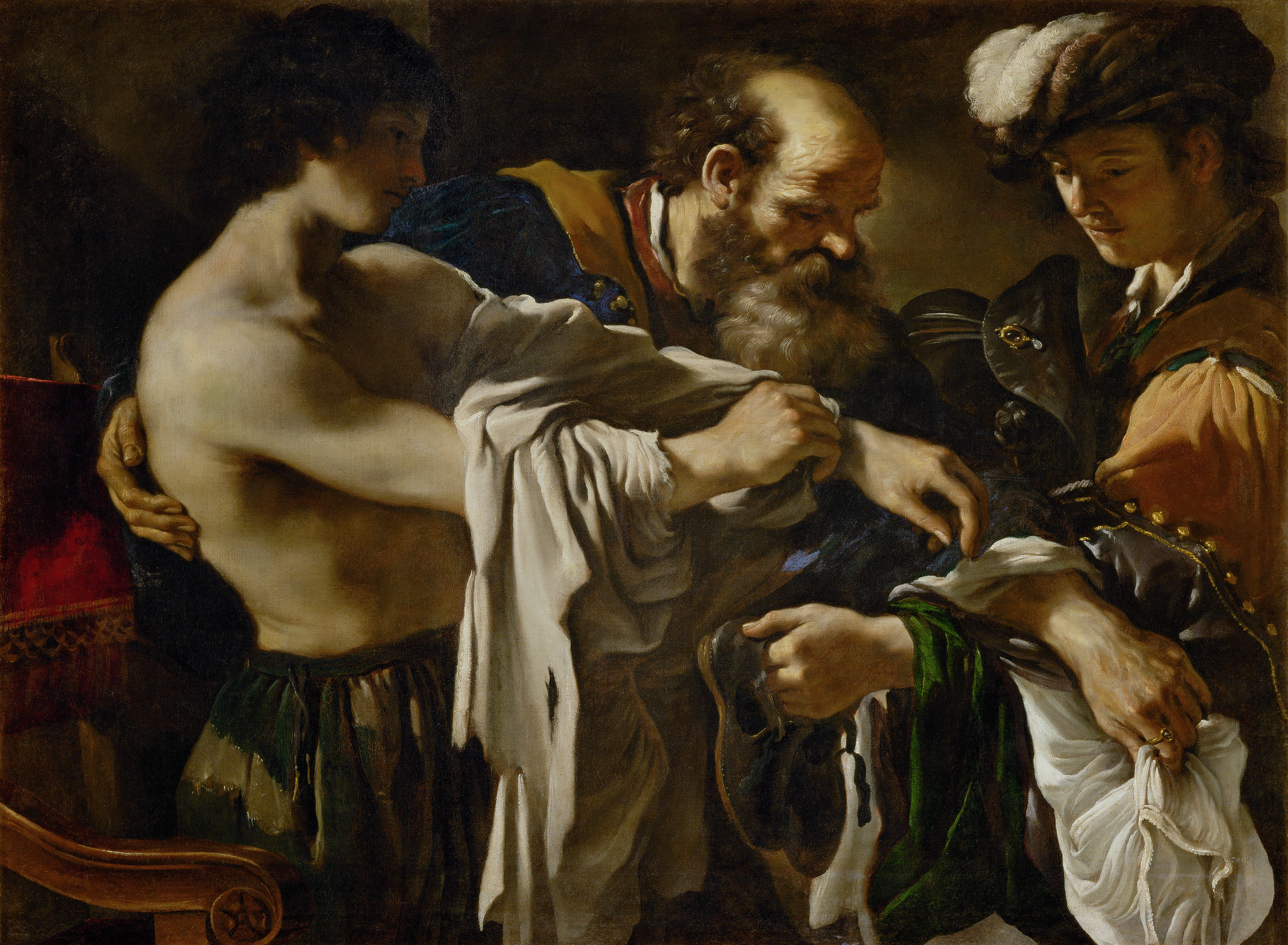
La vuelta del hijo pródigo, por Guercino, 1619.

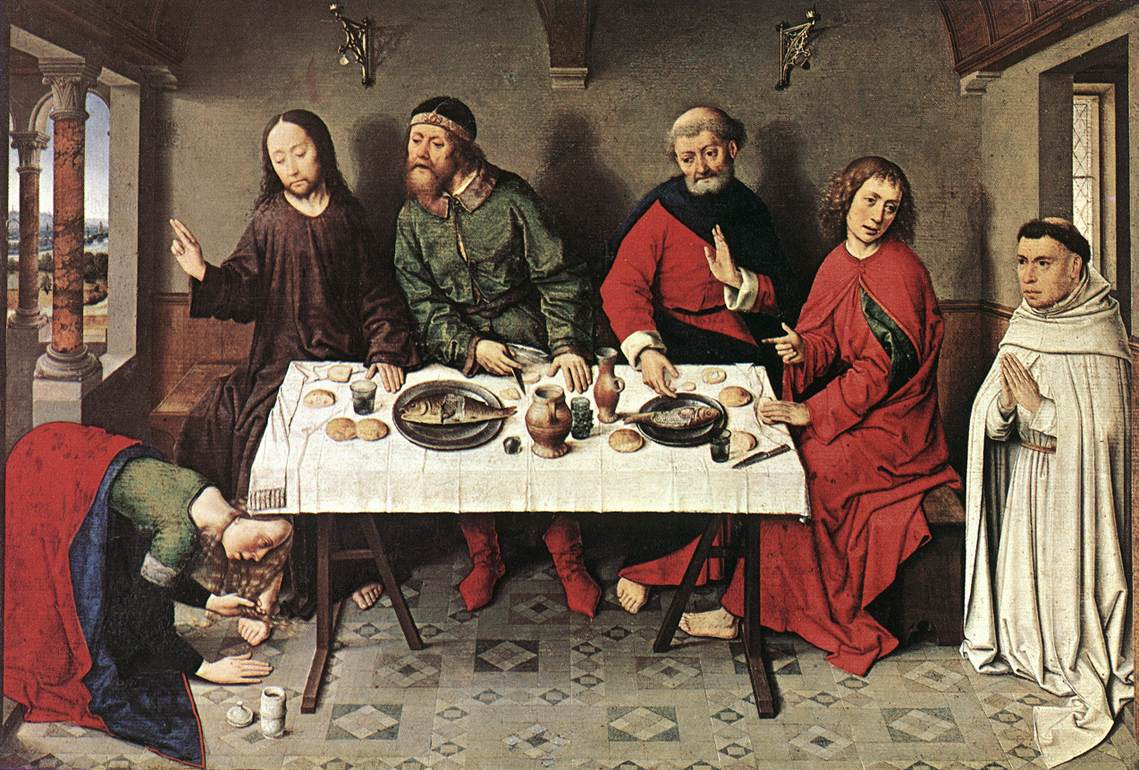
Cristo en casa de Simón el fariseo, por Dirk Bouts, 1440. En esa escena, una mujer, identificada tradicionalmente con María Magdalena, perfumó los pies de Jesús con sus cabellos. Además de su relación con el tema de la riqueza y su posible uso, la escena comparte el simbolismo del perfume con otras de los evangelios, donde también aparece la relación de Jesús con las mujeres. También son abundantes las escenas de Jesús como comensal de banquetes o relacionándose con la comida (bodas de Caná, cena en casa de Leví, con Marta y María, multiplicación de los panes y los peces, Última Cena, Cena de Emaús), en las que también se tratan los temas del ocio y el trabajo y la transformación de la escasez en abundancia a través la virtud de compartir (comunión, koinonía, ágape).

## Pobreza y riqueza en el cristianismo primitivo

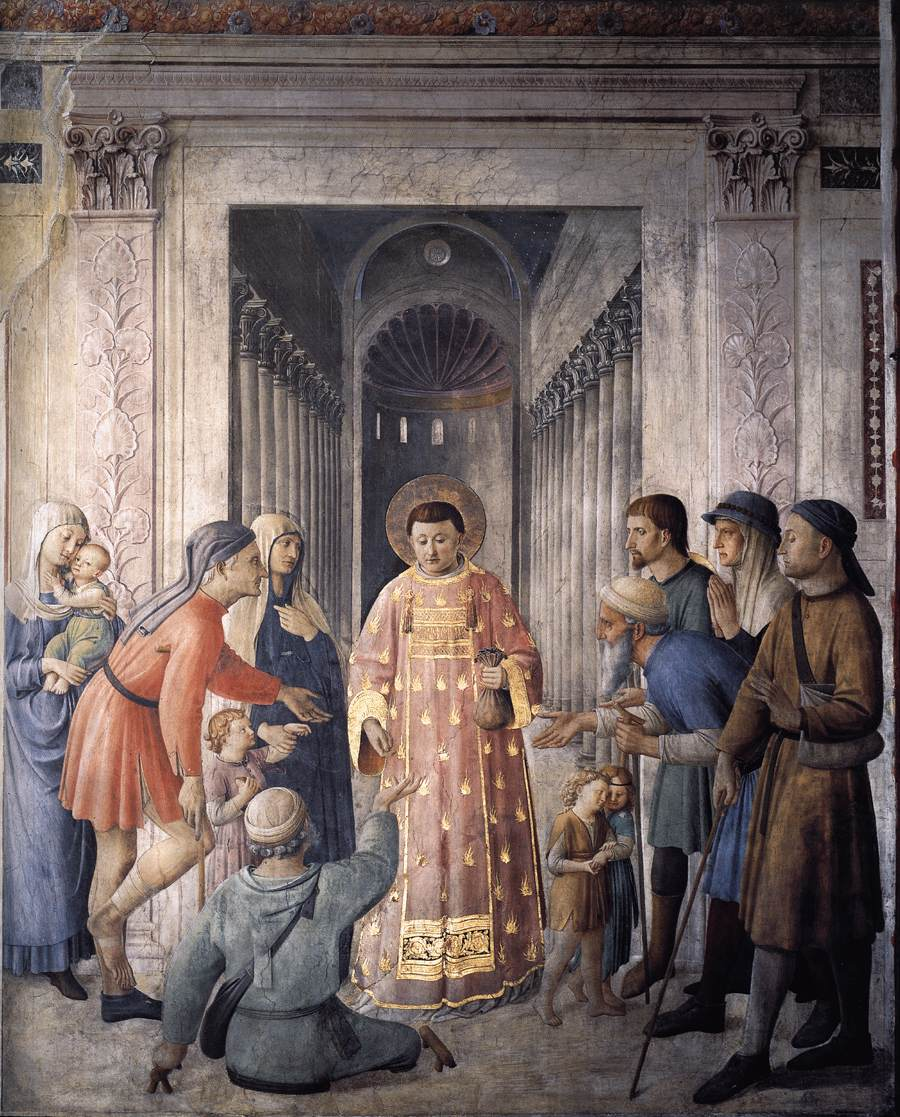
San Lorenzo repartiendo limosna, de Fra Angelico, ca. 1448.

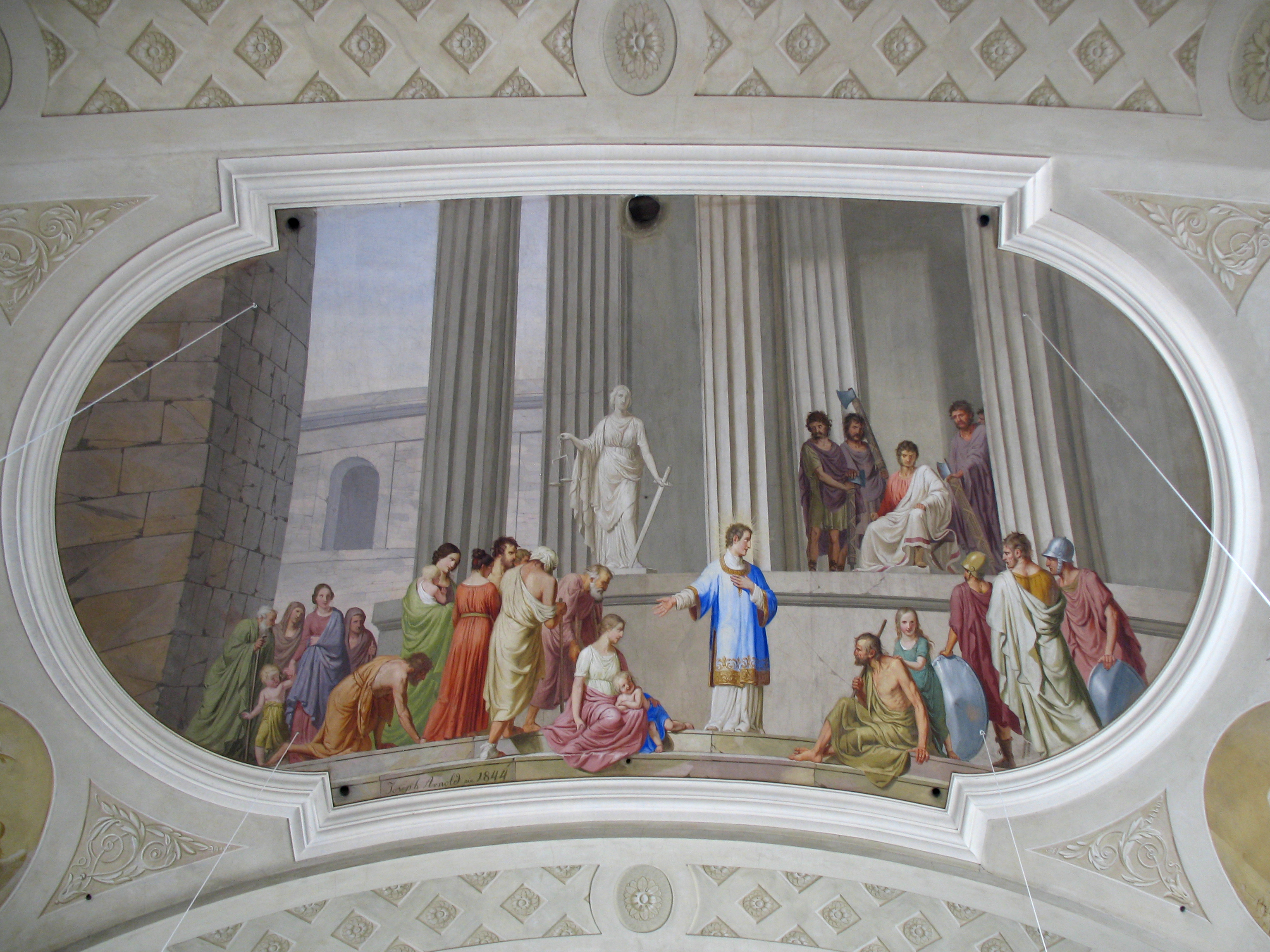
San Lorenzo presenta las riquezas de la Iglesia al prefecto, fresco de Josef Arnold el Viejo,.

## Pobreza y riqueza en la Antigüedad tardía y la Edad Media

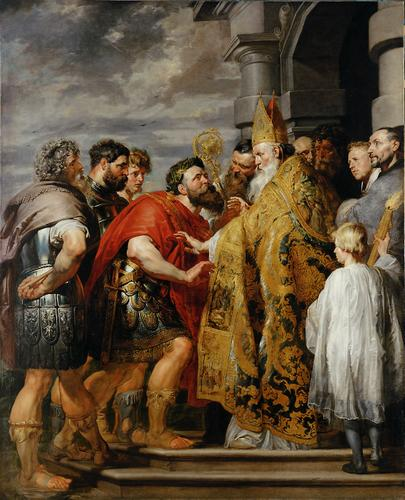
San Ambrosio y el emperador Teodosio, por Rubens, ca. 1615.

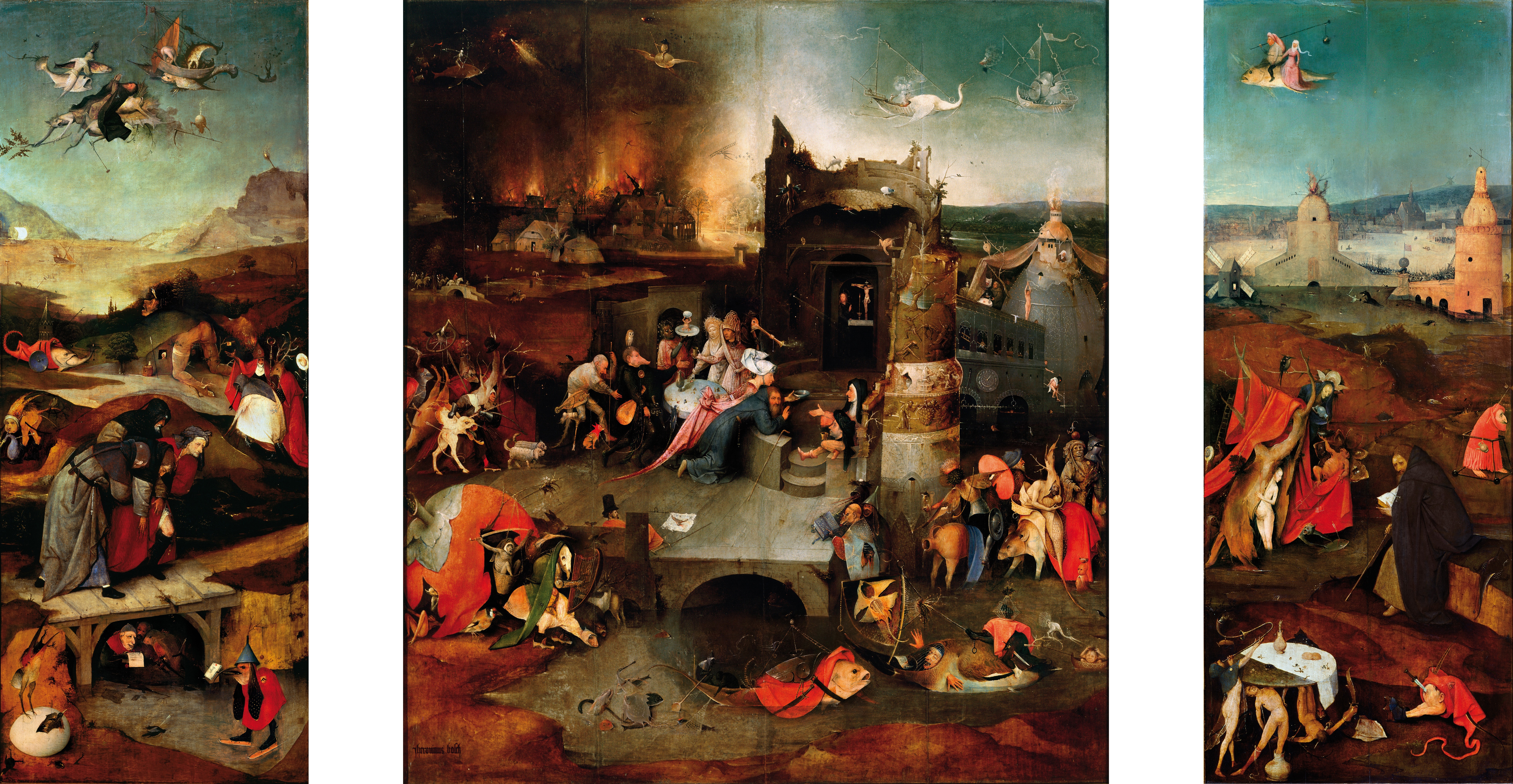
Las tentaciones de San Antonio, por El Bosco. Seres monstruosos representan las tentación de caer en los pecados capitales relacionados con el disfrute inmoderado de todo tipo de placeres mundanos, los que se encuentran al alcance de la clientela rica de este tipo de cuadros devocionales, a los que previene de las consecuencias espirituales de una utilización no adecuada de la riqueza.

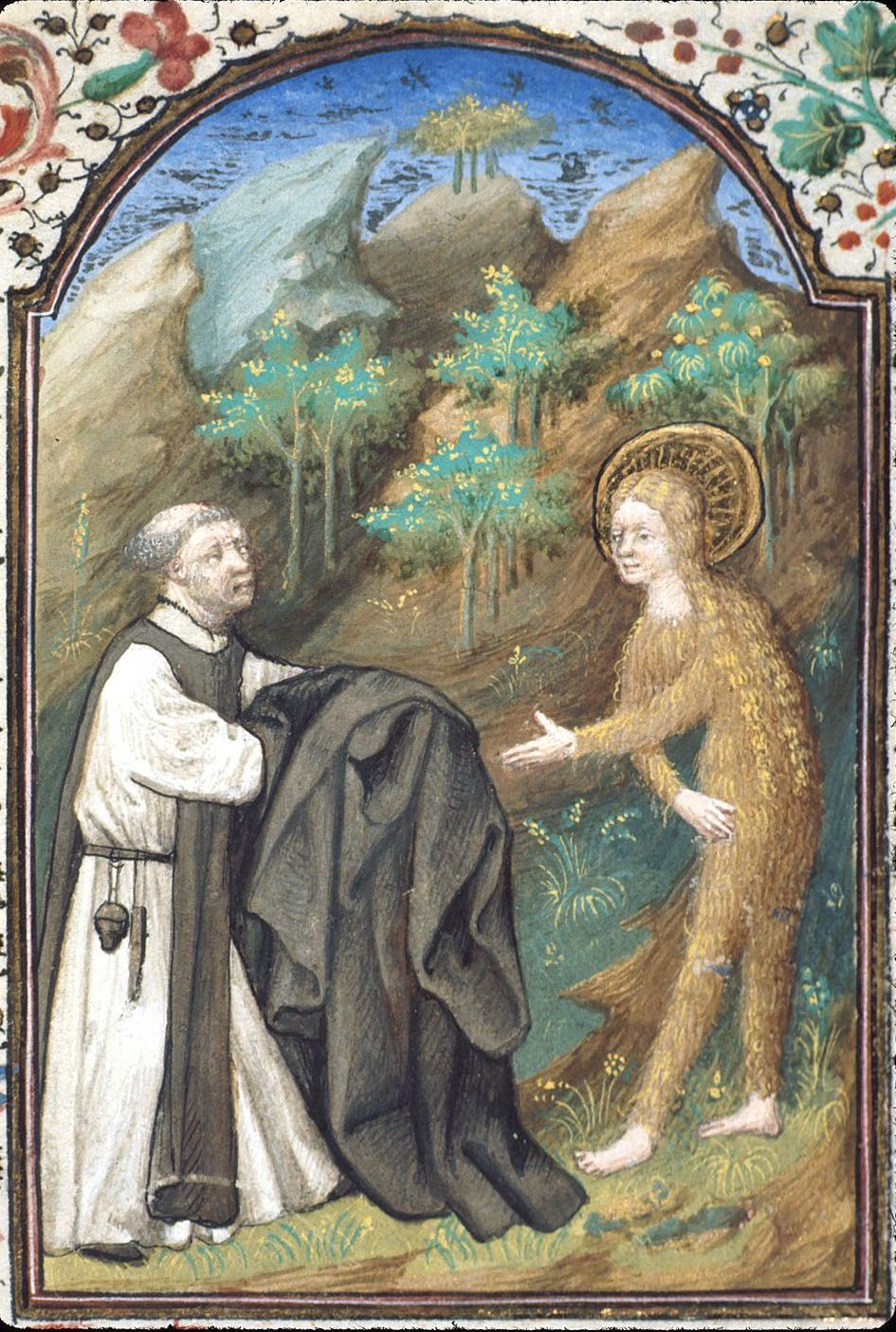
San Zósimo cubre con su manto la desnudez de Santa María Egipcíaca.
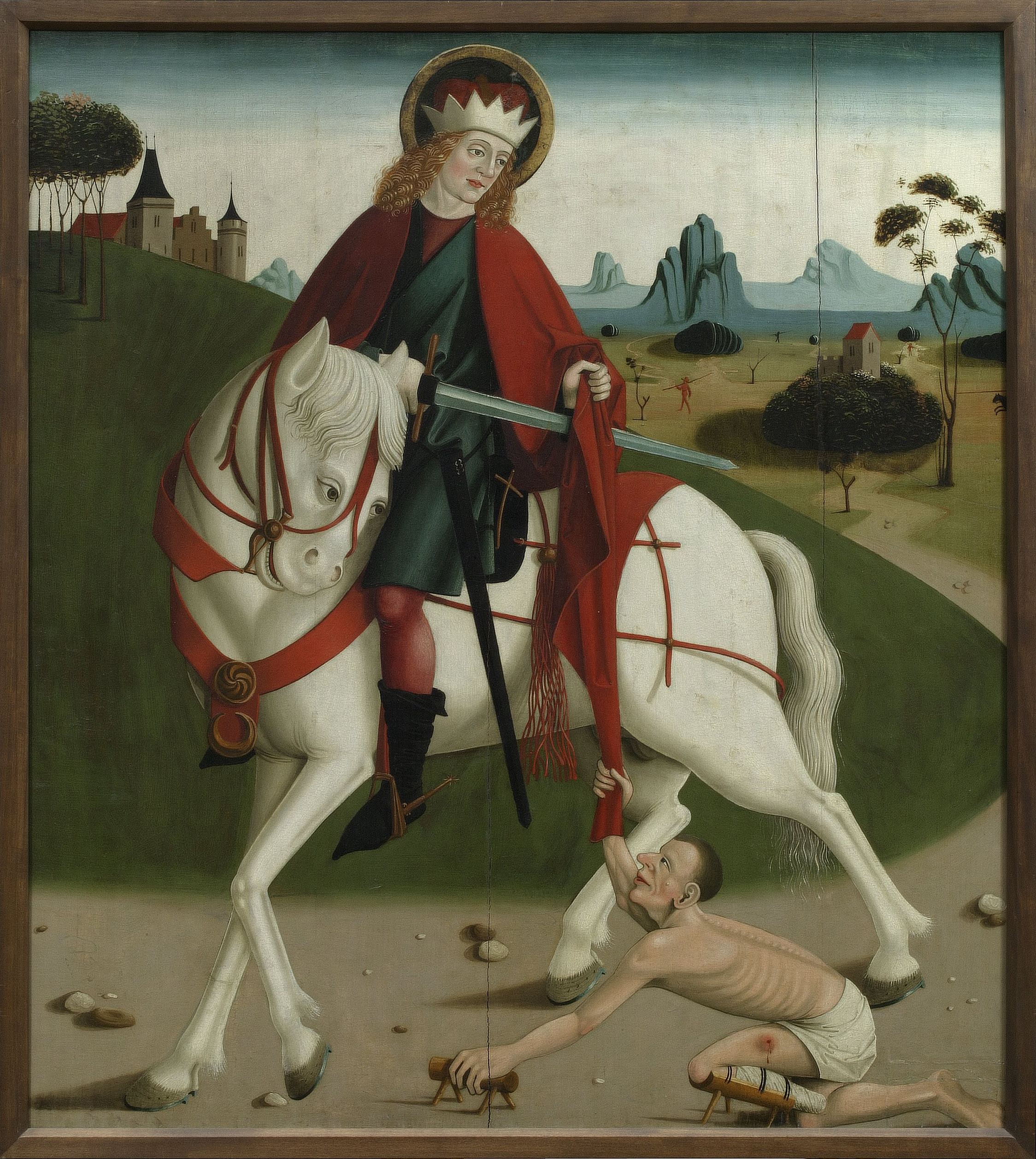
San Martín y el mendigo.
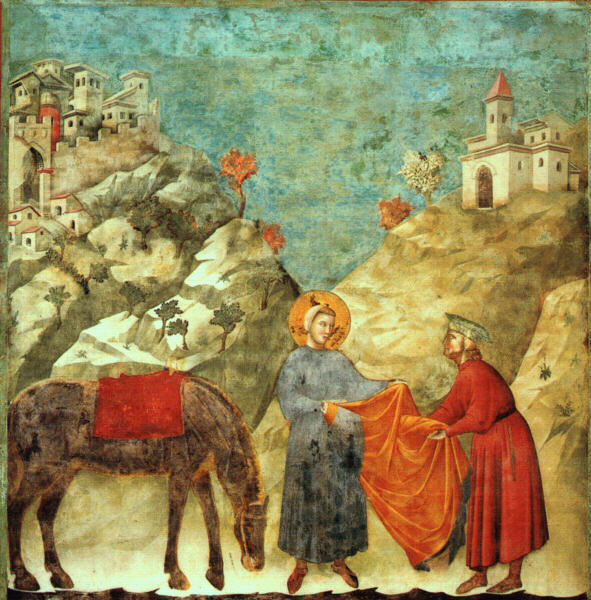
San francisco da su manto a un pobre, por Giotto.
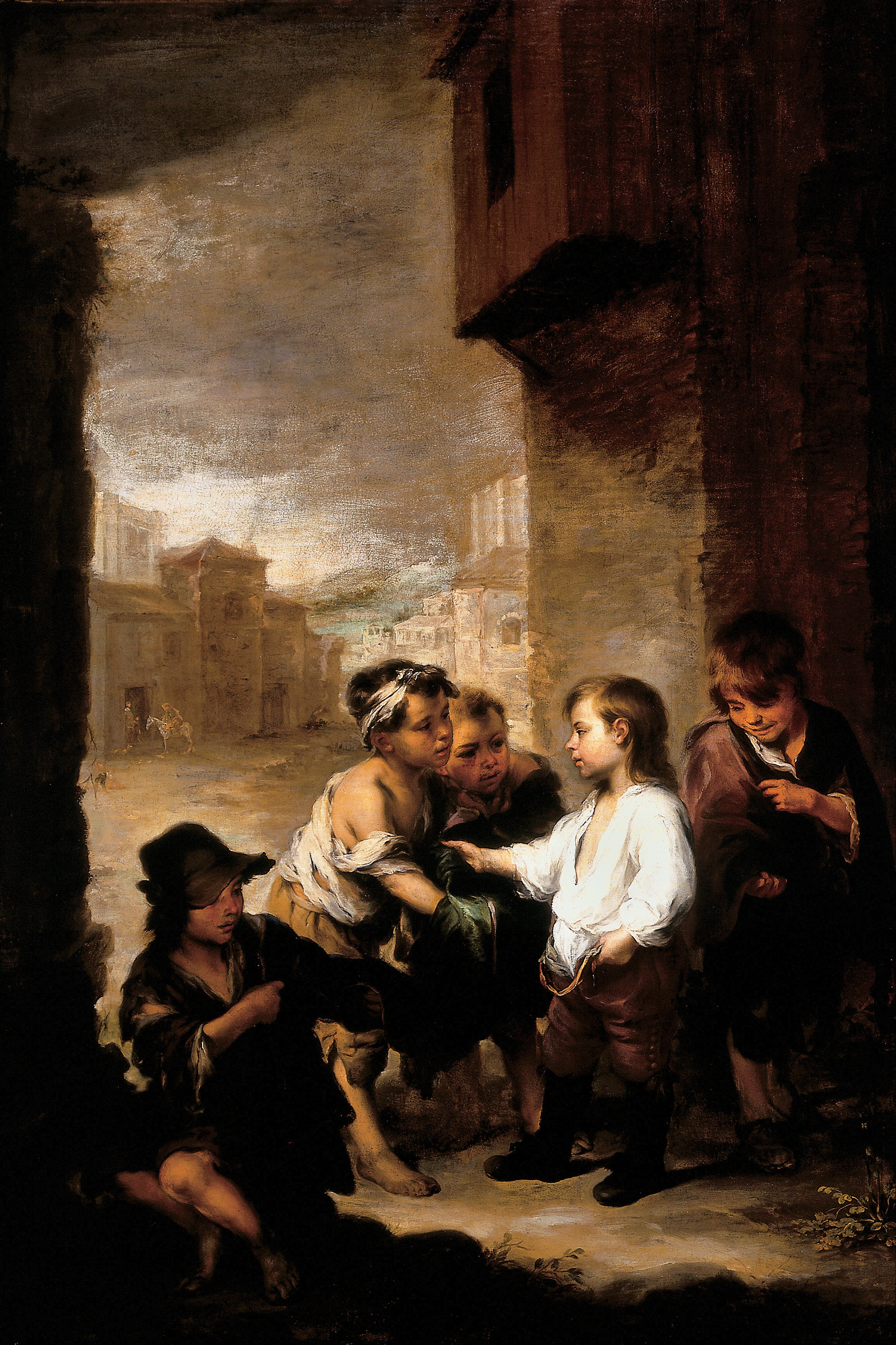
Santo Tomás de Villanueva, niño, repartiendo sus ropas entre los niños mendigos.

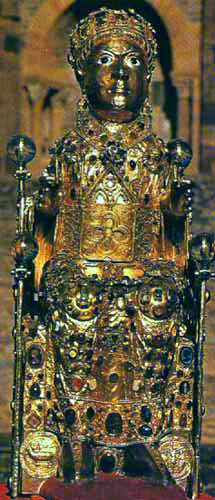
Estatua-relicario de Santa Fe de Conques.

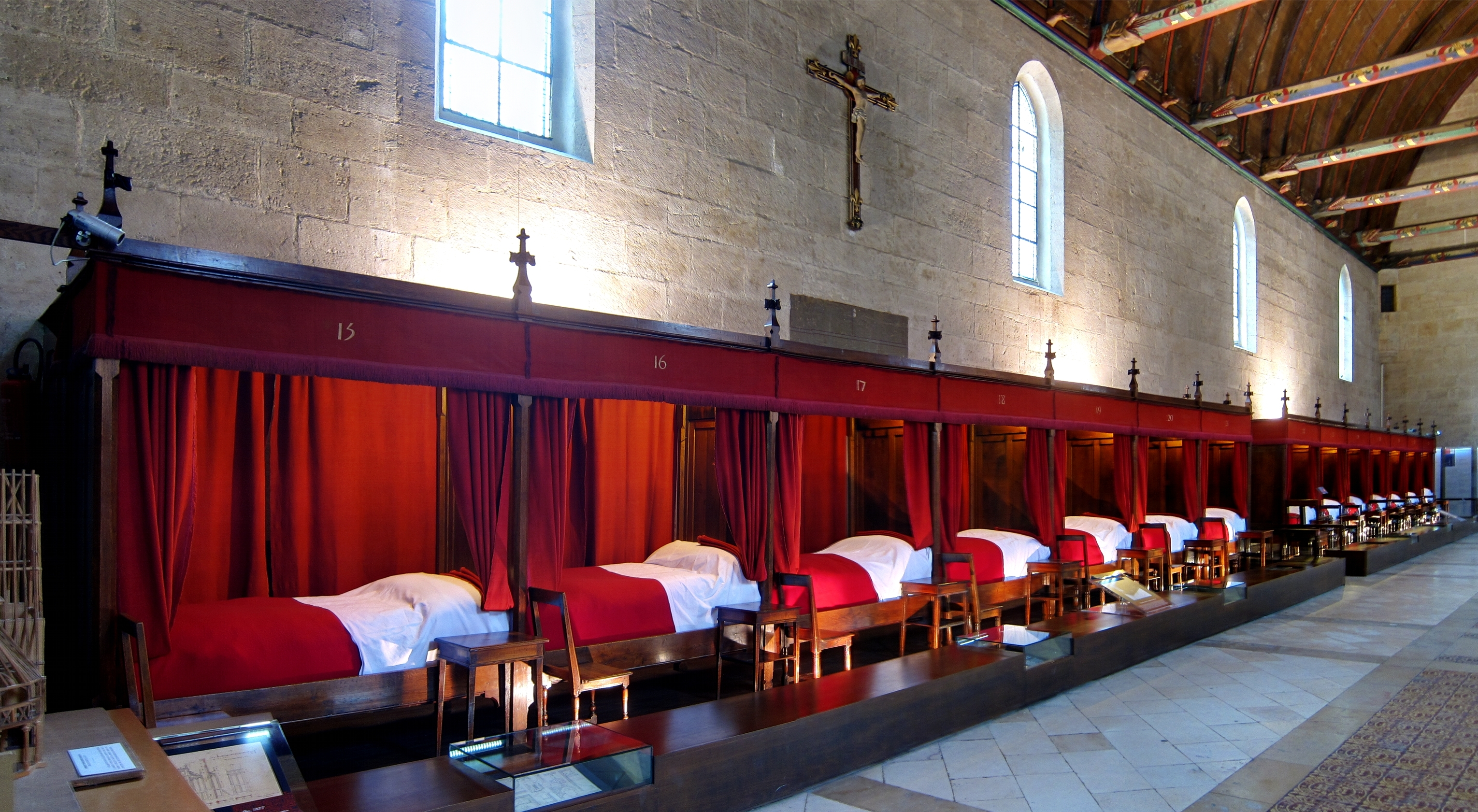
Gran sala de los pobres del Hôtel-Dieu de Beaune. En ella los enfermos tenían siempre a su vista el Políptico del Juicio Final, de Van der Weyden, en el que pobres y ricos acudían desnudos a la llamada de las trompetas apocalípticas. Se fundó con parte de la inmensa fortuna que acumuló Nicolas Rolin, canciller de Borgoña. Es fama que el rey de Francia dijo, irónicamente, que hacía bien en gastarla así, porque tenía muchos pecados que hacerse perdonar. Moi, Nicolas Rolin, chevalier, citoyen d’Autun, seigneur d’Authume et chancelier de Bourgogne, en ce jour de dimanche, le 4 du mois d’août, en l’an de Seigneur 1443 ... dans l’intérêt de mon salut, désireux d’échanger contre des biens célestes, les biens temporels ... je fonde, et dote irrévocablement en la ville de Beaune, un hôpital pour les pauvres malades, avec une chapelle, en l’honneur de Dieu et de sa glorieuse mère ("yo, Nicolas Rolin ... en interés de mi salvación, deseoso de cambiar contra bienes celestiales los bienes temporales ... fundo y doto irrevocablemente en la villa de Beaune, un hospital para los pobres enfermos, con una capilla, en honor de Dios y de su gloriosa madre").